# 埃德·阿雷瓦洛
埃德·奥兰多·阿雷瓦洛·特鲁凯（西班牙語：Éider Orlando Arévalo Truque，1993年3月9日—）生于皮塔利托，是一名哥伦比亚田径运动员，主攻竞走项目。他曾参加2012年伦敦奥运和2016年里约奥运，其中前者获得第20名，后者获得第15名。2017年8月，阿雷瓦洛在世界田径锦标赛男子20公里竞走项目上夺得金牌。